# Tomesd község
Tomesd község (románul: Comuna Tomești) község Hunyad megyében, Romániában. Központja Tomesd, beosztott falvai Dobroc, Lyauc, Obersia, Steja, Sztrimba, Tyiulesd, Valeamare.

## Népessége
A 2011-es népszámlálás adatai alapján a község népessége 1075 fő volt.